# Foreca
 (juin 2014).
Foreca est une entreprise finlandaise de prévisions météorologiques basée à Helsinki, la première entreprise privée finlandaise dans ce domaine, et elle est maintenant vue comme la plus importante firme de ce type au sein des pays nordiques.

## Histoire
En Finlande l'Institut météorologique finlandais (FMI) dépendant du ministère des Transports et des Communications jouissait jusqu'en 1996 du monopole pour les services météo mais à cette date la possibilité a été offerte aux entreprises d'acquérir et de commercialiser des données météorologiques provenant des institutions de l'État.
Foreca, fondée en 1996 sous le nom de Weather Service Finland, a été la première société finlandaise privée à concurrencer les offres commerciales du FMI, en utilisant à cette fin les données de ce dernier qu'elle acquérait non directement, mais par l'intermédiaire de l'Institut suédois de météorologie et d'hydrologie (SMHI). En 1999, de façon délibérée, le FMI n'a provisoirement plus fourni que des images satellites de qualité inférieure au SMHI afin d'offrir à ses propres images, de haute qualité, un avantage de marché face à la concurrence privée. Foreca en tant que client de la SMHI a déposé alors une plainte auprès de l'autorité finlandaise de la concurrence (FCA), laquelle en 2002 a infligé une amende au FMI pour abus de position dominante.
Foreca se prononce également pour un accès sans restriction dans toute l'Union européenne aux données météorologiques des gouvernements. Elle est à l'origine de l'Association AEDUE (Association des utilisateurs de données environnementales de l'Europe) fondée en novembre 1999 et, en septembre 2003, rebaptisée PRIMET (Association des services météorologiques privés) à laquelle appartiennent aujourd'hui 36 entreprises de 16 pays européens.
Le Weather Service Finland a été rebaptisé en 2001 Foreca Oy d'après le mot anglais forecast qui signifie « prévision ». Le siège de la société est à Helsinki et depuis 2001 celui de l'agence suédoise Foreca Sverige AB à Stockholm. Depuis le début de 2007, la filiale Foreca Consulting Ltd est responsable de la recherche et du développement des produits.
Dans le monde entier Foreca Météo fournit des services dans 25 langues que ce soit par les médias traditionnels (journaux, radio, télévision), par Internet ou par des services de données sans fil sur les téléphones mobiles. Parmi les principaux clients et partenaires on trouve Microsoft, AOL, Nokia et Google.
L'application Météo de Windows 10 par exemple intègre les données météo de Foreca.